# El barbero de Bagdad
El barbero de Bagdad (título original en alemán, Der Barbier von Bagdad) es una ópera en dos actos con música y libreto de Peter Cornelius. Se estrenó en el Teatro Imperial de Weimar el 15 de diciembre de 1858, bajo la dirección de Franz Liszt y que aquel día no fue muy apreciada por el público.
A pesar de que el lugar de la acción es Bagdad, la música de Cornelius no es exótica en el sentido de la opereta alemana. Cornelius también se sirvió de otro género operístico; en esta obra no hay diálogos hablados. El espectador se queda con la impresión de que Cornelius pretendía, con El barbero de Bagdad, implantar en suelo alemán el ideal de ópera de Hector Berlioz. Las obras de Berlioz fueron representadas con frecuencia, por iniciativa de Liszt y bajo su dirección, en Weimar durante la década de 1850.
El colorido oriental no falta por completo en la ópera. En la introducción orquestral del segundo acto, Cornelius describe musicalmente la atmósfera del mediodía en Bagdad. El libreto cuenta aún con más tintes exóticos (Cornelius fue un destacado literato y lingüista) con nombres árabes y turcos que suenas jocosos y con una forma de hablar calculadamente exaltada. 
Es una ópera poco representada en la actualidad; en las estadísticas de Operabase aparece con sólo una representación en el período 2005-2010, siendo la primera y única de Peter Cornelius.